# HK P9半自動手槍
HK P9是一款由西德槍械製造商黑克勒&科赫所研製和生產的半自動手槍，發射9×19毫米魯格口徑手枪子弹。

## 概述
此槍設計上使用子弹的9×19毫米魯格彈，從1965年設計和1969年至1978年期間進行生產，這些手槍只是生產了485把，在意義上不是很成功。然而，雙動操作版本的P9S相對的更受到歡迎，而且生產的數量更大。
HK P9的套筒和槍管通過槍機連接。槍機由較輕的機頭和其上有兩個滾柱組成。當槍機頭推彈入膛室並停止復進後，其前端的閉鎖斜面會把滾柱擠入閉鎖凹槽內以使槍管與套筒閉鎖。下槍身從前端到扳機護環、握把前端的位置是採用高分子聚合物，可說是歷史上首支在握把片以外的槍身結構上採用塑膠材料的手槍。
雖然黑克勒&科赫公司在1978年決定停止生產這種手槍，它仍然可以在特許生產的希臘版本之中看見其身影，並且被稱為EP9S。

## 使用國
| 國家         | 組織名稱                              |
| ------------ | ------------------------------------- |
| 阿尔及利亚   | 國家安全局                            |
| 阿根廷       | 阿根廷武裝部隊（P9S）                 |
| 西德         | 德國聯邦警察第九國境守備隊            |
| 西德         | 薩爾國家警察                          |
| 希腊         | EP9S的衍生型                          |
| 印度尼西亞   | 印尼海軍死亡之海分隊                  |
| 日本         | 特殊部隊                              |
| 黎巴嫩       |                                       |
| 马来西亚     | 马来西亚武装部队                      |
| 马来西亚     | 马来西亚皇家警察                      |
| 墨西哥       | 墨西哥武裝部隊                        |
| 荷蘭         | 荷蘭皇家憲兵隊特殊保護任務大隊        |
| 巴拉圭       | [ 1 ]                                 |
| 沙烏地阿拉伯 | [ 1 ]                                 |
| 西班牙       | 西班牙國家警察部隊特別行動小組（P9S） |
| 苏丹         | [ 1 ]                                 |
| 美国         | 美國海軍                              |

## 資料來源
1. 1 2 3 4 5  Jones, Richard D. Jane's Infantry Weapons 2009/2010. Jane's Information Group; 35 edition (January 27, 2009). ISBN 978-0710628695.
2. ↑  .   [2011-09-24]. （原始内容存档于2011-09-30）.
3. ↑  .   [2012-03-13]. （原始内容存档于2010-01-02）.
4. ↑  Dockery, Kevin. . New York: Berkley Caliber. 2004: 55. ISBN 0-425-19834-0.

## 外部連結
- （英文）—Modern Firearms—Heckler-Koch P9S pistol（页面存档备份，存于）
- （英文）—HKPRO—P9
- （英文）—Military, Security and Civilian Guns and Equipment—Heckler & Koch HK P9（页面存档备份，存于）
- （英文）—Weaponsystems.net—P9（页面存档备份，存于）
- （简体中文）—D Boy Gun World（槍炮世界）—P9 警用自动手枪（页面存档备份，存于）
- （繁體中文）—Civilian Gunner—H&K P9（页面存档备份，存于）